# Couronnement de Maad a Sinig Coumba Ndoffène Famak Diouf
Maad a Sinig Coumba Ndoffène Famak Diouf (c. 1810–23 août 1871) est un roi sérère du Royaume du Sine à l'époque moderne du Sénégal actuel – Maad a Sinig (ou Mad a Sinig en langue sérère) ou Bour Sine signifiant « roi du Sine ». Il régna de 1853 jusqu'à sa mort le 23 août 1871.

## Succession au trône
Maad Coumba Ndoffène Famak monte sur le trône en 1853 à la suite de la mort prématurée du jeune roi du Sine Maad a Sinig Ama Diouf Gnilane Faye Diouf, considéré comme l'un des rois les plus charismatiques de Sénégambie. Il parlait couramment plusieurs langues, tant européennes qu'africaines, mena une vie haute en couleur et fut immortalisé par un portrait que fit de lui l'Abbé David Boilat en 1850, lors de sa visite à Joal, l'une des provinces du Royaume du Sine,. À sa mort en 1853, les deux principaux prétendants au trône sont les princes Coumba Ndoffène Diouf et son cousin Sanmoon Faye, qui va devenir son buumi (héritier présomptif) et plus tard roi du Sine sous le nom de Maad a Sinig Sanmoon Faye,.

## Le long chemin vers la royauté
Dès le jour de leur naissance, la famille de Coumba Ndoffène comme celle de Sanmoon Faye avaient chacune déposé une demande auprès du Grand Diaraf (qui présidait le Conseil des nobles électeurs chargé de désigner les rois au sein de la famille royale – selon la tradition sérère, même s'il pouvait y avoir des exceptions) pour que leurs fils respectifs héritent du trône. Le Diaraf décide que la famille de Coumba Ndoffène a déposé sa demande en premier, non sans avoir vérifié la situation familiale et morale de chaque prétendant, car c'est en effet au Grand Diaraf et au Conseil qu'il appartient de faire respecter les règles de succession au trône. Il fait donc son choix après avoir consulté les membres du Conseil. Selon la tradition sérère, Sanmoon Faye et Coumba Ndoffène sont nés le même jour, mais comme la naissance de Coumba Ndoffène a été annoncée en premier au Grand Diaraf, c'est Coumba Ndoffène Diouf qui est déclaré buumi (héritier présomptif).

## Le couronnement
La cérémonie du couronnement de Coumba Ndoffène est semblable à celle des autres rois sérères qui régnèrent avant et après lui.
Le prince Coumba Ndoffène vient d'être proclamé héritier présomptif du Maad Ama Diouf. En septembre 1853, après avoir pris le bain sacré, le moment est venu pour lui d'être couronné roi du Sine. En présence du gouvernement du Sine constitué de notables de différentes régions du Sine, du peuple et de sa famille paternelle et maternelle, le Grand Diaraf préside la cérémonie sacrée.
Après les rituels religieux, les prières et le serment, la couronne est placée sur la tête du prince et le Grand Diaraf salue le nouveau monarque avec le mot « Dali » (« Votre Majesté »). Celui-ci est ainsi proclamé Maad s Sinig Coumba Ndoffène Diouf de la Maison royale de Semou Ndiké Diouf.
Le Grand Diaraf s'adresse au souverain en ces termes :
« À partir d'aujourd'hui, vous êtes roi … Nous vous saluons avec une centaine … » [c'est-à-dire le vœu que son règne dure cent ans].
Puis le roi se tourne vers sa famille paternelle et lui fait cette déclaration rituelle :
« Maintenant, je suis le roi. Descendez de vos chevaux et donnez-les moi »
Il se tourne ensuite vers sa famille maternelle et fait une proclamation semblable. La famille paternelle offre des présents et plusieurs chevaux aux organisateurs de la cérémonie dont le Grand Diaraf. La famille maternelle remet également des cadeaux, mais un peu moins de chevaux.
Le roi couronne alors sa sœur Nadi Diouf et lui confère le titre de linguère (reine). Si sa mère avait encore été en vie, c'est elle qui aurait été couronnée linguère (reine ou reine-mère, dans son cas) à la place de Nadi Diouf, sa sœur. Certes, la sœur du roi n'est pas mariée au roi qui est son propre frère. La linguère est couronnée uniquement dans le but d'honorer le clan maternel auquel ils appartiennent tous deux. La linguère est la reine de toutes les femmes et préside à toutes les affaires juridiques les concernant. Elle dispose de son propre palais et d'une armée, tout comme le roi.
Le roi remet ensuite des cadeaux aux organisateurs de la cérémonie, puis s'adresse à son peuple, en rendant hommage à son prédécesseur. Enfin il nomme son gouvernement ainsi que le Grand Farba (chef des armées).